# Zweiter Serbischer Aufstand
Der Zweite Serbische Aufstand (serbisch: drugi srpski ustanak) von 1815 bis 1817 war die zweite Phase der nationalrevolutionären Erhebung der Serben gegen das Osmanische Reich, welche kurz nach der erneuten Annexion Serbiens durch das Osmanische Reich ausbrach. Der Aufstand führte schließlich zur begrenzten Unabhängigkeit Serbiens. Das Fürstentum Serbien, wie es genannt wurde, wurde von seinem eigenen Parlament in der neuen Hauptstadt Belgrad regiert, hatte seine eigene Verfassung und eine königliche Dynastie.

## Hintergrund

Miloš Obrenović, 1848

Im Ersten Serbischen Aufstand gelang es, das Land für einige Jahre (1804–1813) zu befreien. Das erste Mal seit drei Jahrhunderten regierten vorübergehend wieder Serben über ihr eigenes Land, und nicht Österreich-Ungarn oder die Osmanen.
Nach dem Scheitern des ersten Aufstandes flohen viele Führer der Rebellen aus Serbien nach Österreich-Ungarn, nur wenige blieben in Serbien. Karađorđe, der Anführer des ersten Aufstandes, floh mit seiner Familie aus dem Land, trotz seiner Bemühungen, Anhänger in Österreich-Ungarn, Bosnien, Russland und Frankreich zu finden.
Miloš Obrenović ergab sich den Osmanen und erhielt den Titel „Oberknez“. Stanoje Glavaš ergab sich ebenfalls den Osmanen und wurde zunächst Straßenaufseher. Schließlich wurde er doch von den Osmanen getötet, weil sie antiosmanische Aktionen fürchteten. Nachdem Hadži Prodan Gligorijević erfuhr, dass auch er von den Osmanen verhaftet werden sollte, verkündete er einen sofortigen Aufstand. Miloš Obrenović sah jedoch die Zeit für einen Aufstand noch nicht gekommen und half den Türken, diesen niederzuschlagen. Dabei stellte er die Bedingung, dass alle am Aufstand Beteiligten begnadigt werden sollten. Hadži Prodan floh nach Österreich-Ungarn. Nach dem Scheitern dieses Aufstandes verfolgten die Osmanen die Serben noch stärker. Außerdem erhöhten sie die Steuern und führten die Zwangsarbeit für Serben ein.

## Der Aufstand

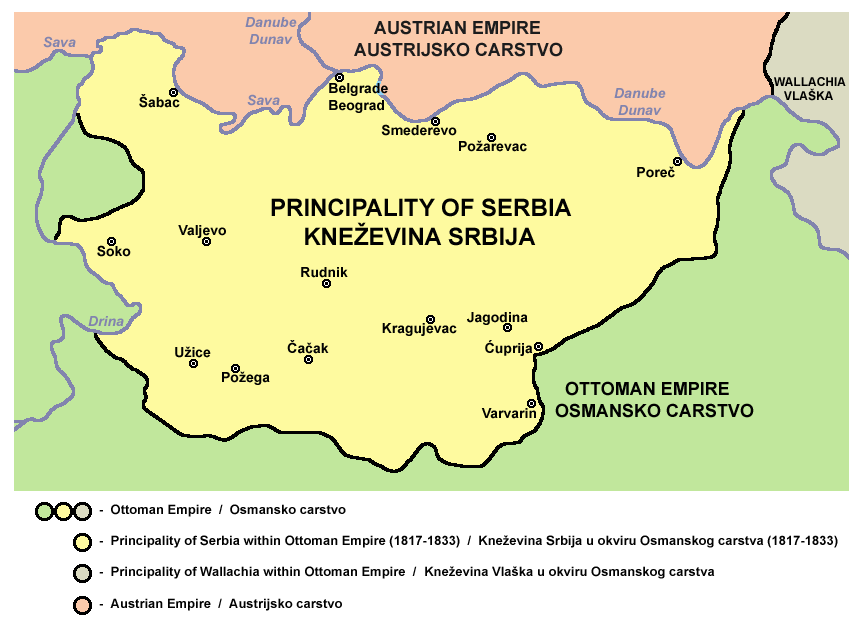
Serbien im Jahre 1817, nach dem zweiten serbischen Aufstand

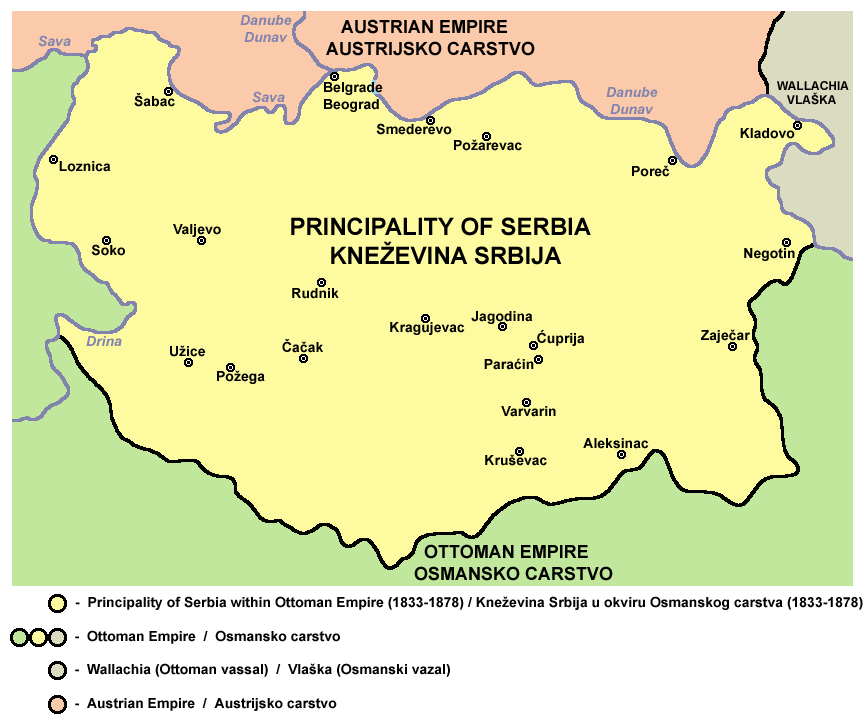
Serbien im Jahre 1833

Im März 1815 hielten die Serben mehrere Sitzungen und Besprechungen ab, bei denen sie einen neuen Aufstand beschlossen. Der nationale Rat der Serben proklamierte am 24. April 1815 eine Revolte in Takovo. Miloš Obrenović wurde zum Führer ernannt und sprach die Worte:
„Evo mene, a eto vam rata s Turcima.“
deutsche Übersetzung:
Da bin ich, und da habt ihr den Krieg mit den Türken!
Als die Türken von dem neuen Aufstand erfuhren, verurteilten sie alle Führer des Aufstandes zum Tode, konnten diese Urteile aber nicht umsetzen. Die Serben gewannen die Schlachten von Ljubic, Čačak, Palez, Požarevac und Dublje und eroberten Belgrad zurück.
Mitte des Jahres 1815 begannen die ersten Verhandlungen zwischen Miloš Obrenović und Ali Pascha, einem osmanischen Pascha. Obrenović gelang es, eine teilweise Autonomie für die Serben auszuhandeln. 1816 unterzeichneten die Osmanen einen Vertrag zur Stabilisierung der Beziehungen mit den Serben. Das endgültige Ergebnis war eine Bestätigung des serbischen Fürstentums durch das Osmanische Reich. Obwohl das Fürstentum jährlich Steuern an das Osmanische Reich zahlen musste, und es auch eine kleine türkische Garnison in Belgrad gab, war das Fürstentum Serbien in den meisten Bereichen ein unabhängiger Staat.
1817 gelang es Miloš Obrenović, Ali Pascha zu einem ungeschriebenen Abkommen zu zwingen, welches den Zweiten Serbischen Aufstand beendete. Im selben Jahr kam Karađorđe nach Serbien zurück, jedoch wurde er auf Obrenovićs Befehl hin ermordet. Obrenović erhielt den Titel Prinz von Serbien. Unter dem Enkel von Obrenovićs Bruder, Milan, wurde Serbien 1878 ein vollkommen unabhängiges Land, welches im Ergebnis des Berliner Kongresses bestätigt wurde.